# Gmina Brzeszcze
Die Gmina Brzeszcze ist eine Stadt-und-Land-Gemeinde im Powiat Oświęcimski der Woiwodschaft Kleinpolen in Polen. Ihr Sitz ist die gleichnamige Stadt mit etwa 11.400 Einwohnern.

## Geographie

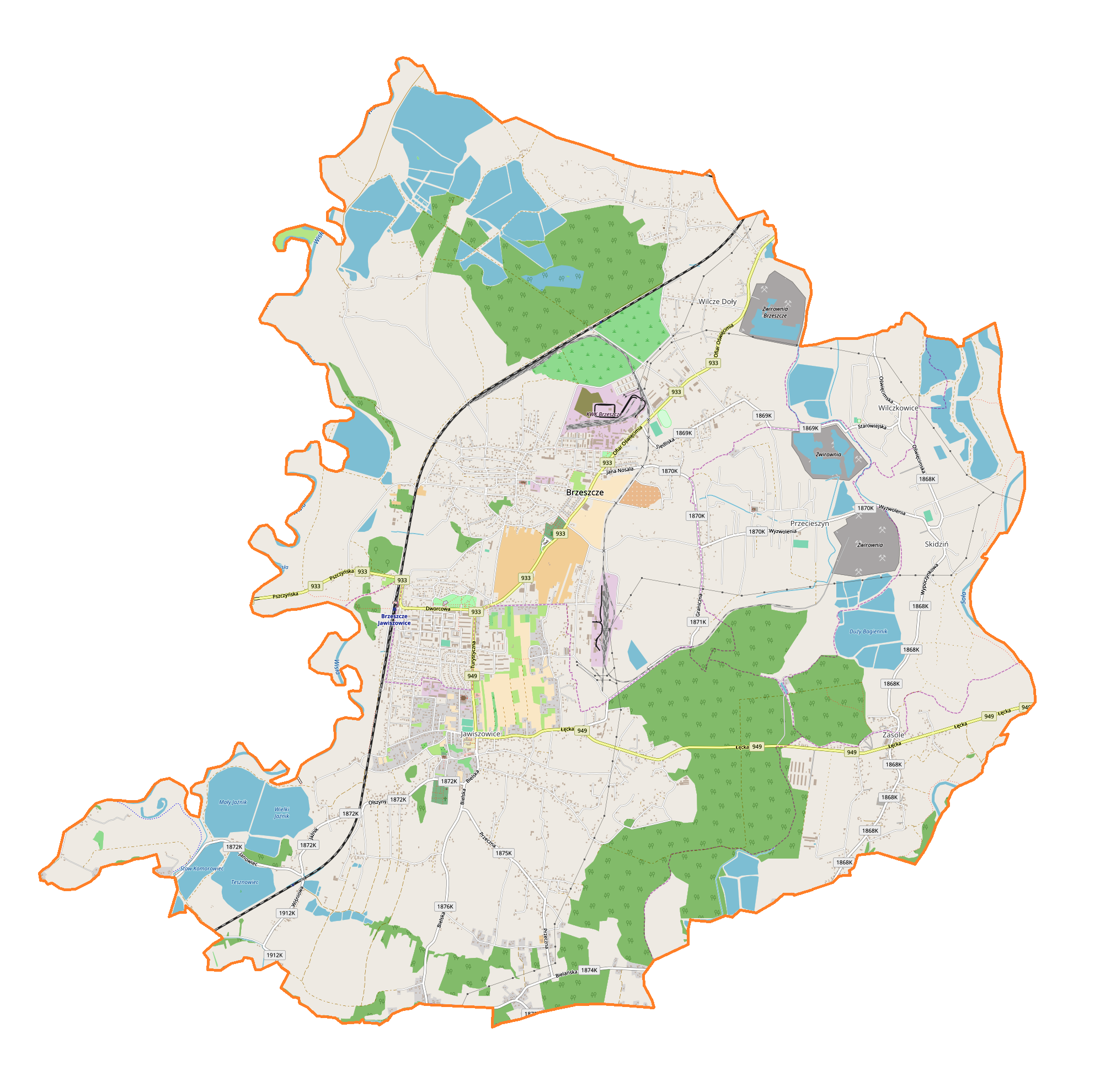
Karte der Gemeinde

Die Gemeinde liegt im Westen des Powiats und grenzt im Norden an die Landgemeinde Oświęcim. Die Stadt Oświęcim (Auschwitz) ist sieben Kilometer entfernt und Katowice etwa 30 km. Weitere Nachbargemeinden sind Kęty, Miedźna und Wilamowice.
Die Gemeinde hat eine Flächenausdehnung von 46,13 km², wovon 56 Prozent land- und 12 Prozent forstwirtschaftlich genutzt werden.

## Geschichte
Im Jahr 1962 erhielt Brzeszcze das Stadtrecht. Anfang der 1970er Jahre stieg die Einwohnerzahl auf über 10.000. Von 1975 bis 1998 gehörte die Gemeinde zur Woiwodschaft Kattowitz.

### Gemeindepartnerschaft
Seit 2008 besteht ein Gemeindepartnerschaft mit dem toskanischen Londa in Italien.

## Gliederung
Die Stadt-und-Land-Gemeinde (gmina miejsko-wiejska) umfasst neben der namensgebenden Stadt die Dörfer:
Jawiszowice, Przecieszyn, Skidziń, Wilczkowice und Zasole.

## Wirtschaft und Verkehr

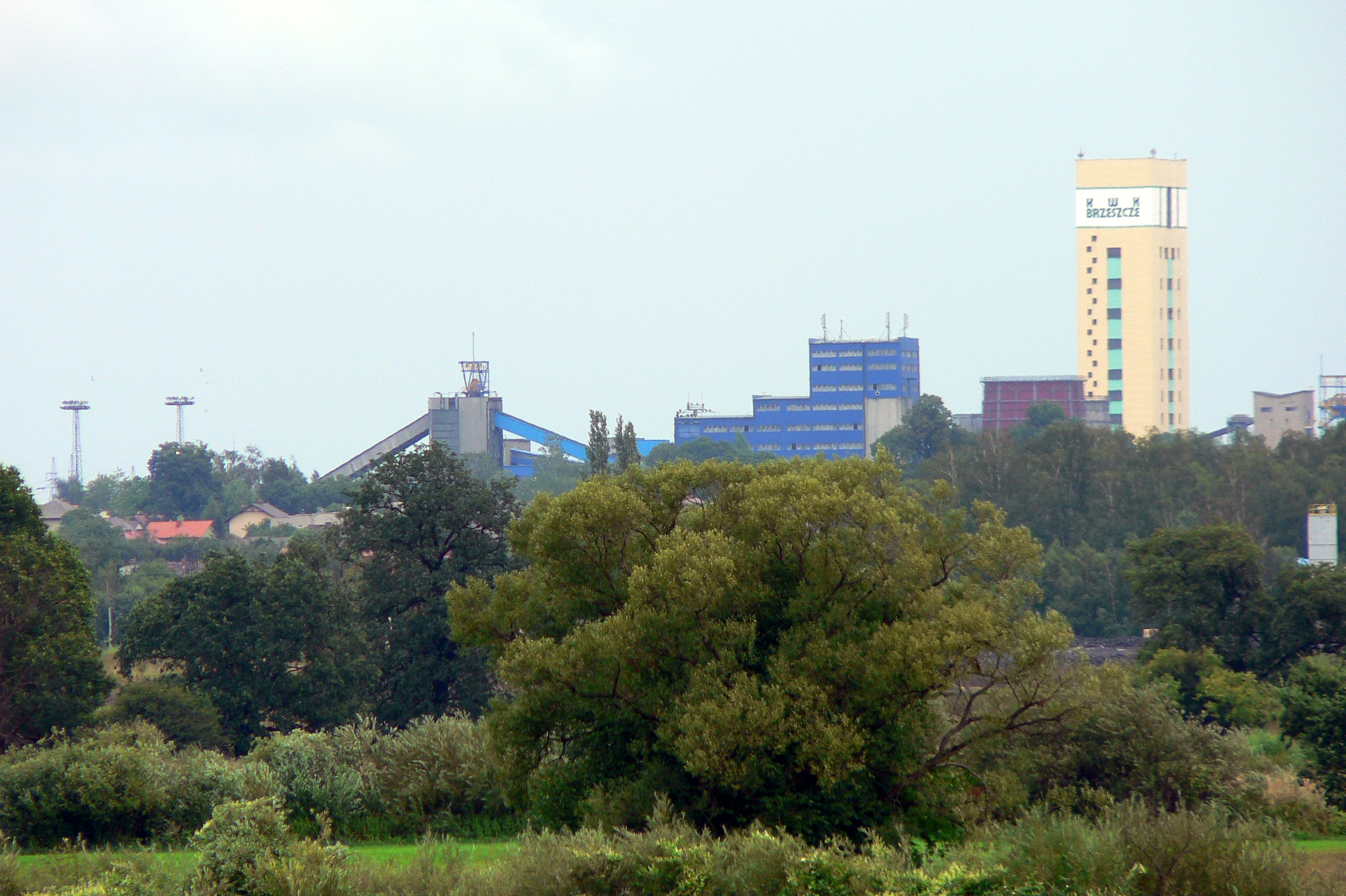
Kohlezeche in Brzeszcze

Die Wirtschaft in der Gemeinde ist durch den Steinkohlenbergbau in Brzeszcze gprägt.
Durch Stadt und Gemeinde verlaufen die Bahnstrecke Trzebinia–Zebrzydowice und die Woiwodschaftsstraßen DW933 und DW949.